# Шалимовка (Сумская область)
Шалимовка (укр. Шалимівка) — село,
Середина-Будский городской совет,
Середино-Будский район,
Сумская область,
Украина.
Код КОАТУУ — 5924410108. Население по переписи 2001 года составляло 32 человека .

## Географическое положение
Село Шалимовка находится на правом берегу реки Знобовка,
выше по течению на расстоянии в 6 км расположено село Рожковичи,
ниже по течению на расстоянии в 2 км расположено село Ромашково.
Рядом проходит железная дорога, станция Шалимовка в 1,5 км.

## Происхождение названия
Своё название Шалимовка позаимствовала от фамилии братьев Шалимовых – Фёдора, Якима и Ивана.

## История
По преданию, записанному в ходе Генерального следствия о маетностях Нежинского полка 1729–1730 гг., начало основанию Шалимовки положила мельница, которую в 1672–1687 гг. построили на реке Знобовке священник села Галичья Севского уезда и житель села Сытного того же уезда Гавриил Збой. Через несколько лет после окончания строительства мельницы они продали её казаку местечка Середина-Буды Михаилу Левонову, который поселил рядом с ней хутор, а затем продал его вместе с мельницей дворянам города Севска – братьям Фёдору, Якиму и Ивану Шалимовым.
Спустя какое-то время братья Шалимовы перепродали мельницу с хутором Ивану Мазепе «и уже при нём на месте хутора была поселена слободка Шалимовка, к которой была присоединена часть земель Порохони, Середина-Буды и Ромашкова».
После бегства Ивана Мазепы Шалимовка была включена в состав Ямпольской волости и 9 июля 1709 года пожалована вместе с ней сподвижнику Петра Великого генерал-фельдмаршалу А.Д. Меншикову. На то время она была небольшим населённым пунктом, и в 1723 году насчитывала 2 «грунтовых» и 4 «убогих» двора.
Во владении Меншикова Шалимовка находилась до 8 апреля 1728 года, после чего была «отписана Его Императорскому Величеству».
11 июля 1740 года императрица Анна Иоанновна повелела организовать на Украине конный завод и передала ему в полное ведение ранее принадлежавшие князю Меншикову «города Батурин и Ямполь, со всеми к нему принадлежащими местечками, слободами, сёлами, деревнями». Среди них, вероятно, была и Шалимовка. Однако точных указаний на это мы не нашли.
После ликвидации конного завода Шалимовка была возвращена Её Императорскому Величеству и 10 ноября 1764 года пожалована ею вместе с другими населёнными пунктами Ямпольской волости в вечное и потомственное владение действительному тайному советнику Ивану Ивановичу Неплюеву «за его долговременную и безупречную службу, а особливо за учинённое им в Оренбурге знатное приращение государственных доходов».
Во владении И.И. Неплюева Шалимовка находилась до его смерти, наступившей 11 ноября 1773 года, после чего перешла по наследству к его сыну – тайному советнику и сенатору Николаю Ивановичу Неплюеву (12.05.1731 – 24.05.1784). На момент описания Новгород-Северского наместничества (1779–1781 гг.) за ним в Шалимовке числилось 12 дворов, 12 хат и 3 бездворные хаты. В них проживали 16 обывателей со своими семьями, большинство из которых занимались сельским хозяйством, выращиванием конопли, зерновых и других сельскохозяйственных культур.
После смерти Н.И. Неплюева Шалимовку унаследовал его старший сын – тайный советник Иван Николаевич Неплюев (26.03.1750 – 6.07.1823), а после него его сын – полковник Иван Иванович Неплюев.
26 октября 1858 года И.И. Неплюев умер. После его смерти Шалимовка перешла по наследству к его сыну – тайному советнику Николаю Ивановичу Неплюеву (30.10.1825 – 17.01.1890), предводителю дворянства Черниговской губернии с 1872 по 1890 гг. а от него – к его сыну Николаю Николаевичу Неплюеву (11.09.1851 – 21.01.1908), известному общественному и религиозному деятелю России, автору более тридцати отдельно изданных трудов богословского, религиозно-публицистического и педагогического направлений, которые вошли в 5-томное «Полное собрание сочинений» Неплюева (СПб., 1901–1908).
В конце XIX века Николай Николаевич организовал в селе Воздвиженское Глуховского уезда Черниговской губернии (в настоящее время – Ямпольского района Сумской области) Крестовоздвиженское православное трудовое братство, а 29 декабря 1901 года подарил ему большую часть своего недвижимого имущества, в том числе 16435 десятин земли, среди которых, вероятно, были и земли Шалимовки.
На момент описания Новгород-Северского наместничества 1779–1781 гг. в Шалимовке функционировала православная церковь деревянной постройки, которая была возведена не позднее 1750 года. Однако она просуществовала недолго и к концу XVIII века была закрыта.
В 1891 году в Шалимовке была открыта школа грамоты, в которой 1 января 1899 года обучалось 18 мальчиков. Закон Божий в ней преподавал священник Александр Иванович Померанцев, а учителем работал казак Павел Семёнович Проценко